# Umm al-Qaiwain (emirat)
|  | Denne artikel omhandler emiratet Umm al-Qaiwain. Artiklen om byen Umm al-Qaiwain ligger under navnet Umm al-Qaiwain (by) |
Emiratet Umm al-Qaiwain (arabisk: إمارة أم القيوين; tr. Imārat Umm al-Qaiwain) er et af de syv emirater, der indgår i Forenede Arabiske Emirater. Det har et areal på 777 km2
og et befolkningstal på 73.000 (2015) indbyggere.
Emiratets største by og hovedstad hedder også Umm al-Qaiwain. Det ligger i den nordlige dele af De Forenede Arabiske Emirater omgivet af emiraterne Sharjah og Ras al-Khaimah og med en kystlinje mod Den Persiske Golf.
Emiratet styres enevældigt af sin emir som er sheik Saud bin Rashid al-Mu'alla.
Til 1971 var Ras al Khaimah et britisk protektorat. Det indgik i Forenede Arabiske Emirater i 1971.
25°33′N 55°33′Ø / 25.55°N 55.55°Ø